# Borgo Nuovo (Torino)
Borgo Nuovo (Borgh Neuv in piemontese) è il nome di un sotto-quartiere, già zona storica di Torino, situato nella parte sud-orientale del Centro storico, essenzialmente delimitato da Via Maria Vittoria, Corso Cairoli, Corso Vittorio Emanuele II, Via Roma. 
Il nome risale alla precedente espressione di Carlo Emanuele I di Savoia che, nel 1620, per il primo ampliamento della città verso sud, coniò il termine di "Città Nova". Fu costruita la "via Nuova" (via Roma), quindi la Piazza Reale (Piazza San Carlo) e la "Porta Nuova".

Due secoli dopo, col nome di borgo "Nuovo" fu poi assimilata una zona ancor più ampia, dovuta all'abbattimento definitivo delle mura sud-orientali (1814), che percorrevano l'attuale via Andrea Doria, fino agli Corso Vittorio Emanuele II e Corso Cairoli, quindi fortemente urbanizzata dalla nobiltà ed alta borghesia torinese a partire dalla Restaurazione del XIX secolo.

## Storia
A seguito di un incrementale inurbamento verificatosi verso la fine del XVIII secolo, sotto Vittorio Amedeo III di Savoia (1773-1796), la città di Torino ottenne da Napoleone il riconoscimento di capitale del Dipartimento del Po del Regno d'Italia. Già alcune carte topografiche di fine Settecento infatti, prevedevano l'unificazione di alcune contrade sparse, come normale prolungamento oltre la Piazza Carlina. Il tratto sud-orientale dell'antica cinta muraria infatti, ormai in degrado, fu definitivamente abbattuta durante l'occupazione napoleonica in città nei primi anni del XIX secolo. Fu proprio grazie al lavoro dei francesi, che abbatterono i già precari bastioni, che l'espansione fu generosamente facilitata. 
Dopo il ritorno del re Vittorio Emanuele I di Savoia nel 1814, iniziò il definitivo ampliamento del quartiere, destinato alla nobiltà torinese e collegando definitivamente la città al vicino quartiere San Salvario.

L'antica linea muraria dei bastioni infatti, è ancor oggi identificabile lungo un immaginario tratto obliquo verso est (ex bastioni del Mezzogiorno, ovvero Beato Amedeo-S.Cristina-S. Giovanni-S.Adelaide-S.Vittore), che attraversa le attuali via Andrea Doria, Piazzetta Cavour-Giardini Balbo e Piazzetta Maria Teresa.

Dalla precedente "Piazza d'Armi" sul Po, nel 1817-1836 fu realizzata Vittorio Emanuele I, poi rinominata piazza Vittorio Veneto. Parimenti, nel 1815 il cosiddetto Viale del Re (oggi Corso Vittorio Emanuele II), da Porta Nuova fu allargato verso oriente, fino al Lungofiume Po (oggi Corso Cairoli), con nome di "Corso del Re" (terminante con il Ponte Umberto I sul fiume Po del 1907, già Ponte Maria Teresa del 1840).

L'edificazione delle vie interne avvenne nel 1822-1829, con la lottizzazione delle prime aree, e proseguì dal 1831 con la costruzione delle prime abitazioni, in stile neoclassico. Simboli di questo periodo rimangono la palazzina della real famiglia Gruner-Baricalla, poi ceduta ai Bonvicino, in Piazzetta Maria Teresa, 7, quindi l'imponente chiesa di San Massimo, in via omonima, entrambe opere di metà Ottocento dell'architetto Carlo Sada.

## Luoghi significativi

### Piazza Giambattista Bodoni

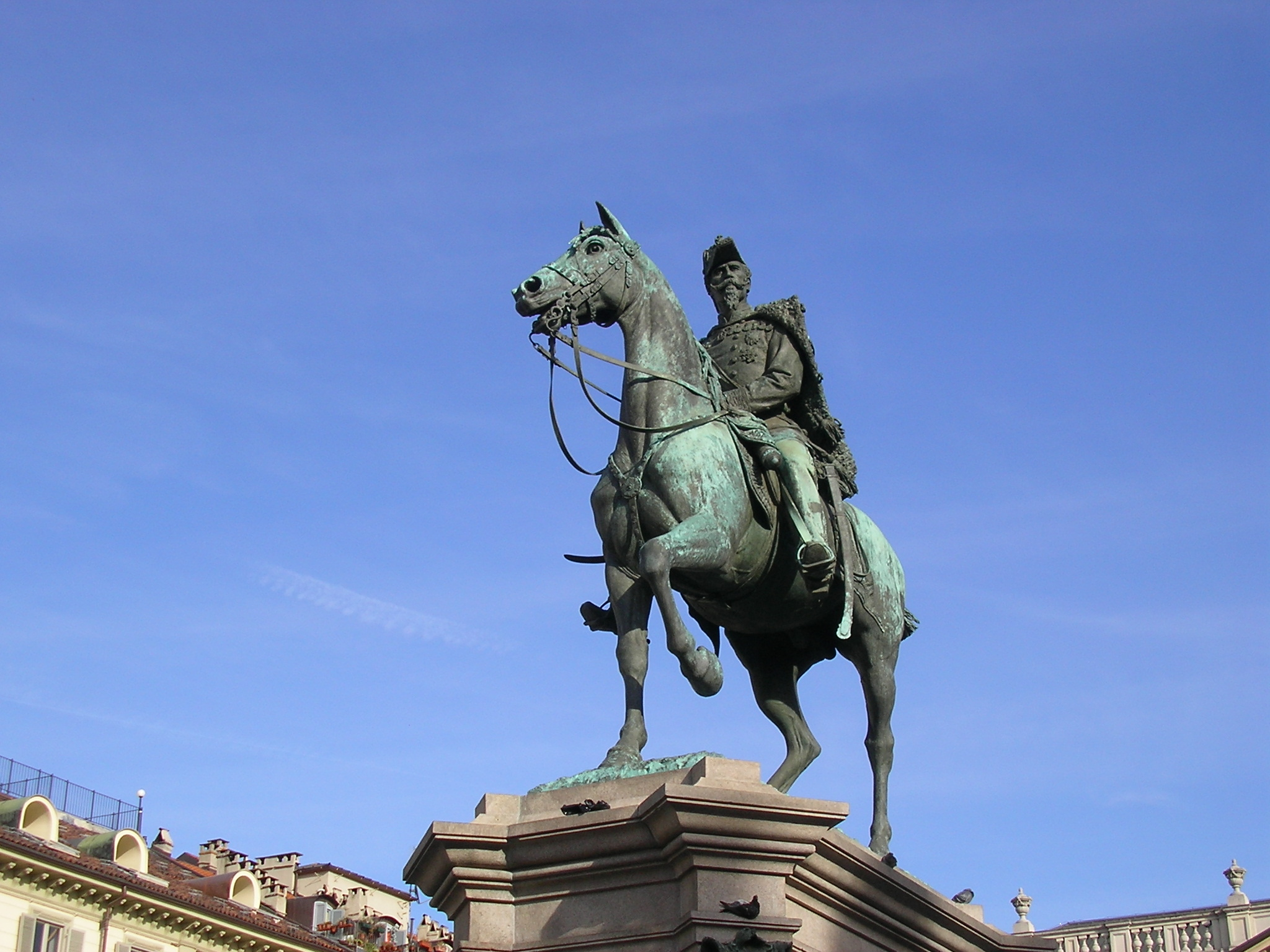
Statua equestre La Marmora

L'area lungo la via della Meridiana (oggi via Carlo Alberto), posta le antiche contrade di San Pacifico e San Reneo fu spianata nel 1825 sui resti dell'antico Bastione di Santa Cristina, e adibita ad area mercatale. Il lato occidentale della piazza fu invece utilizzato, tra il 1860 e il 1862, come mercato coperto delle uve e dei vini, provvisto anche di lavatoio pubblico. Sul lato occidentale, il palazzo eretto a sede di stamperia, poi ampliata dal tipografo ed editore torinese Giuseppe Pomba, fondatore delle edizioni UTET, dove ivi morì nel 1876, ricordato da una lapide. La piazza fu invece titolata ad un altro noto tipografo piemontese (saluzzese), Giambattista Bodoni, morto nel 1813.

Sul lato meridionale della piazza, la piccola via Pomba si immette in quello che, nel 1825 fu la graziosa villa con giardino del Vittorio Seyssel d’Aix, poi rivenduta alla FIAT nel 1926, che sull'ala occidentale (su via Carlo Alberto), vi fece costruire il cinema Palazzo. All'epoca si trattava del cinema più grande di Torino e l'entrata era sul Corso detto "del Re" (l'attuale Corso Vittorio Emanuele II) e per tal motivo fu successivamente rinominato Cinema Corso; subì un devastante incendio nel 1980, ma fu poi ristrutturato da Pier Paolo Maggiora, cambiando destinazione d’uso a banca.

Nel 1863, vi fu il primo intervento di riqualificazione della piazza: abbattuta l'area mercatale, fu eretto, a oriente, il primitivo edificio dell'Istituto Musicale (1866), poi riedificato nel 1928, da Giovanni Battista Ricci e Giorgio Scanagatta come Conservatorio Giuseppe Verdi, tuttora esistente.

Al centro della piazza, il monumento equestre al generale di Alfonso La Marmora (1804-1878), opera in bronzo del 1881 di Stanislao Grimaldi.

Nel 2002 ancora una nuova ristrutturazione della piazza, provvista di nuovo pavé pedonale con mattonelle elegantemente disposte a semicerchio.

### Monumento a Giuseppe Mazzini
Alla convergenza tra via dei Mille e via Doria, una statua in bronzo del famoso eroe risorgimentale italiano, collocata nel 1917 ed opera di Luigi Belli. Accanto, in Via Doria, 15, il Palazzo del Foro Frumentario, opera degli architetti Giuseppe Nizzi e Elvio Lorini del 1950, sulle macerie del Teatro Balbo, quindi sede della prima Camera di Commercio di Agricoltura e Industria.

### Piazza Cavour, Giardino Balbo, Piazzetta Maria Teresa

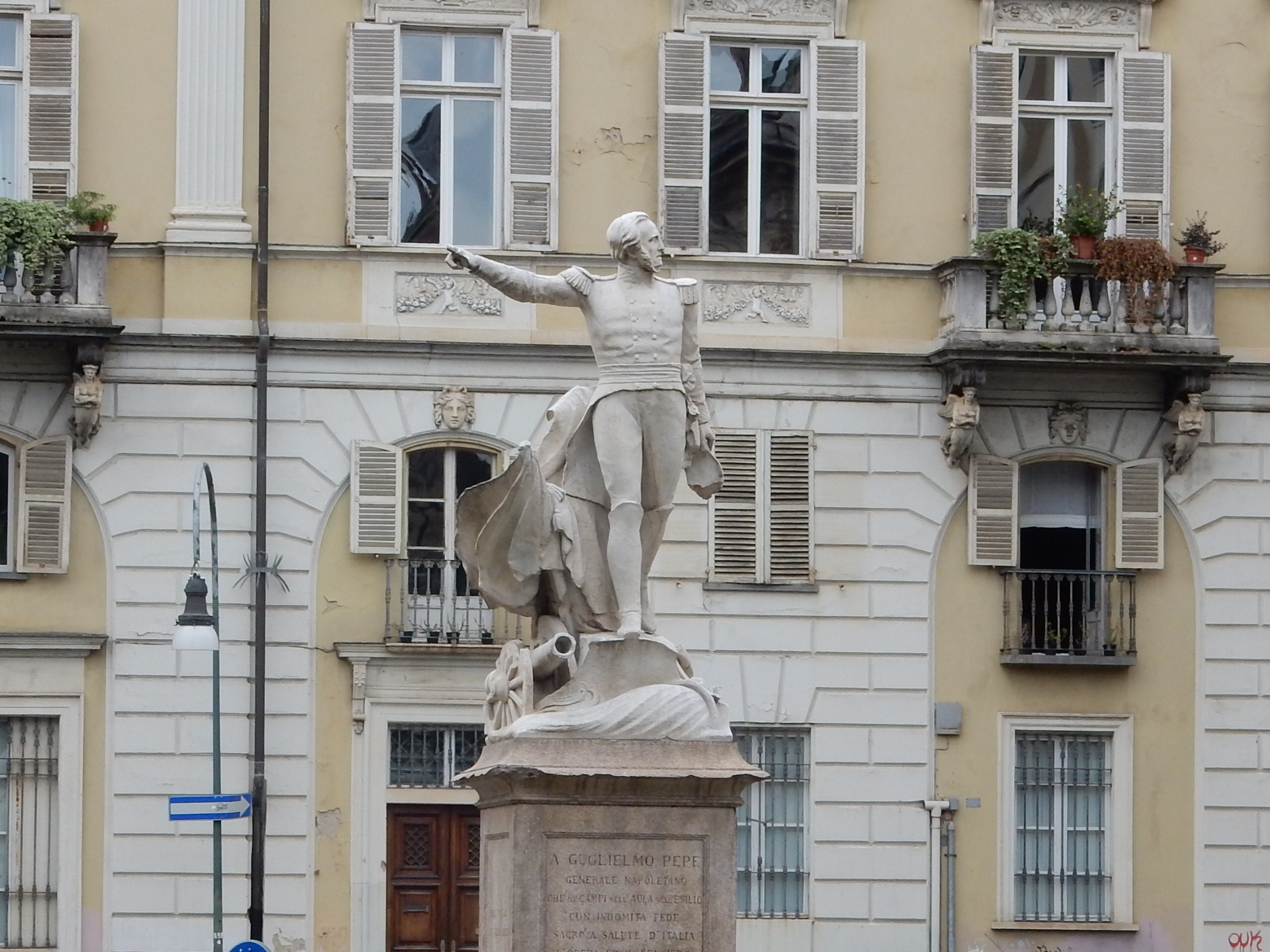
Statua a Guglielmo Pepe, in Piazzetta Maria Teresa

Piazza Cavour nacque dall'ingegner Barone nel 1835 sui resti della precedente cinta muraria; l'intera area fu adibita a spazio verde, col nome di "Giardino dei Ripari", poi rinominata Cavour nel 1861. Una nuova ristrutturazione fu eseguita nel 1872, su progetto dell'architetto Ernesto Balbo Bertone di Sambuy e del giardiniere Marcellino Roda. Poco distante, la coeva piazzetta Maria Teresa (verso via della Rocca), dedicata a Maria Teresa d'Asburgo-Lorena, moglie di Carlo Alberto di Savoia. L'area verde centrale fu intitolata l'11 maggio 2017 all'editore e scrittore Mario Lattes. 
Il monumento adiacente è dedicato al generale Guglielmo Pepe (1783-1855), opera di Stefano Butti (1877).

### Piazzale Valdo Fusi
L'area ospita sul lato ovest lo storico palazzo della Borsa Valori e il Palazzo degli Affari, oggi Centro Documentazione della Camera di Commercio, mentre sul lato est c'è il palazzo settecentesco già ospedale San Giovanni Battista, poi convertito a Museo regionale di scienze naturali. 
Tutto il piazzale odierno ha una curiosa forma in discesa, provvisto altresì di un parcheggio sotterraneo: tale studio architetturale fu realizzato dal Büro tedesco di Gabriele Kiefer e realizzato, non esente da molteplici polemiche e contrasti, tra il 1998 e il 2005.

### Palazzo Gallenga-Gualino-Valenti
In Corso Vittorio Emanuele II (8), quasi angolo Corso Cairoli, sorgeva l'antica Villa Gallenga, demolita nel 1828 per costruire gli uffici dell’industriale Gualino. 
Nel 1928, un nuovo rifacimento del palazzo a cura di Gino Levi-Montalcini (fratello maggiore di Rita Levi-Montalcini) lo dotò di inferriate alle finestre del piano terra e fu pertanto soprannominato dai torinesi "le Nove d'l Valentin", per analogia con il carcere torinese chiamato "Le Nuove" e per la vicinanza al Parco del Valentino.

### Vie interne
Tra le vie più piccole sono da citare:
- via dei Mille (1830, già via di San Lazzaro[3])
- via Mazzini (1832), già via di Borgo Nuovo
- via San Massimo (già via della Chiesa), con l'omonima chiesa parrocchiale, illustre esempio dell'architettura neoclassica a Torino; con la barocca Chiesa di Santa Pelagia; e con la Scuola Primaria Niccolò Tommaseo.
- via Cavour, con il palazzo che fu abitazione della famiglia Cavour. Adiacente, la chiesetta della Madonna degli Angeli (1650) di Via Carlo Alberto, 39, dove avvennero i funerali del Conte di Cavour il 7 giugno 1861.
- via Giolitti (già via dell'Ospedale e, nel tratto terminale, via del Fiume)
- una particolare vicenda ebbe via della Rocca, sorta sull'antico Bastione e annesso Cimitero della Rocca. Nel 1825, l'architetto Gaetano Lombardi ne volle fare una grande area verde con eleganti giardini, ma l'idea fu bocciata, per altre priorità. L'idea trovò realizzazione circa dieci anni dopo, sebbene in proporzioni nettamente inferiori, nella piazzetta Cavour dell'ingegner Giovanni Barone.